# لک‌لک‌های راستین
لک‌لک‌های راستین یا لک‌لک‌های نمادین (نام علمی: Ciconia) نام یک سرده از تیره لک‌لکان است.

## گونه‌های زنده
- لک‌لک شکم‌سفید،  Ciconia abdimii
- لک‌لک گردن‌پشمی،  Ciconia episcopus
- لک‌لک توفان،  Ciconia stormi
- لک‌لک ماگوآری،  Ciconia maguari
- لک‌لک خاوری،  Ciconia boyciana
- لک‌لک سفید،  Ciconia ciconia
- لک‌لک سیاه،  Ciconia nigra